# Connecticut
Connecticut (kiejtése: kanektikat) az Amerikai Egyesült Államok 5. tagállama az ország északkeleti részén, egyike az alapító államoknak; kormányzati székhelye: Hartford. Területét a Connecticut folyó alsó folyása szeli át. Nyugaton és délen New York (Long Island) határolja, északon Massachusetts, keleten Rhode Island. Az USA 4. legsűrűbben lakott állama.
Bár Connecticut első európai telepesei hollandok voltak, az első nagyobb településeket – Connecticut, Saybrook, New Haven – angolok alapították az 1630-as években, Thomas Hooker vezetésével. 1662-ben a különálló kolóniák királyi statútum alatt egyesültek, ezzel Connecticut koronagyarmattá vált. A gyarmat egyike volt annak a 13 gyarmatnak, amely fellázadt a brit uralom ellen az amerikai függetlenségi háború során.
Éghajlata mérsékelt, köszönhetően hosszú partvonalának a Long Island szoros mentén, így nem meglepő, hogy erős tengeri tradíciókkal rendelkezik. A modern Connecticut gazdagságáról is ismert. A 18–19. században a sok hozzáférhető nyersanyagnak köszönhetően jelentős gyáripar fejlődött ki. A 19. és 20. században a pénzügyi szervezetek is virágozni kezdtek: megalakultak az első biztosítási cégek Hartfordban. Ennek a fellendülésnek köszönhető, hogy Connecticutban a legmagasabb az egy főre jutó személyi jövedelem, az emberi fejlettségi index (HDI), és a családi jövedelemátlag az USA-ban.

## Földrajz

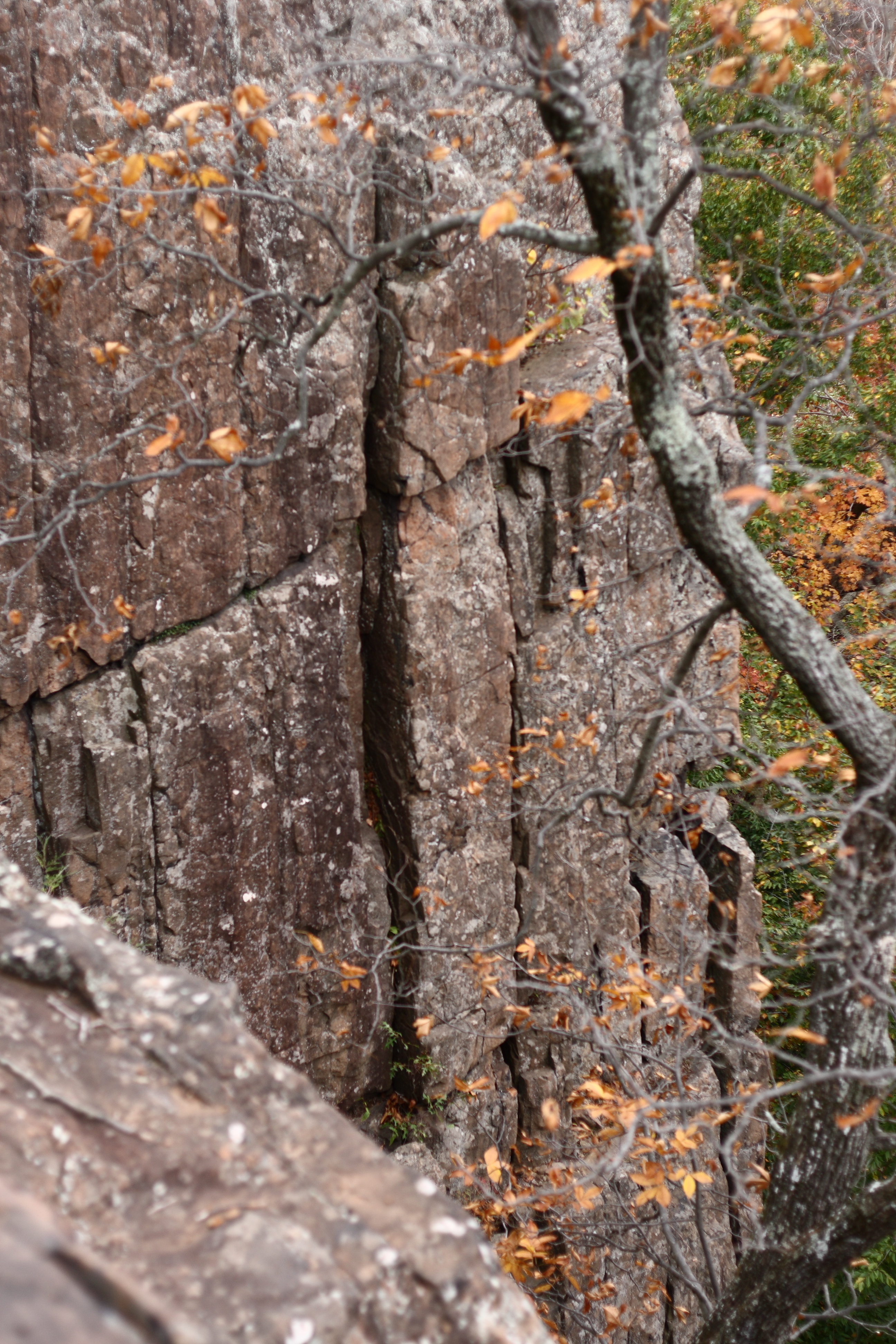
Rattlesnake Cliffs

Területét nézve Connecticut a harmadik legkisebb állam Rhode Island és Delaware után. Szomszédos államok délen a Long Island Sound, nyugaton New York állam, északon Massachusetts, keleten pedig Rhode Island.
Legmagasabb pontja, a Mount Frissell az állam északnyugati részén emelkedik, ahol Connecticut, Massachusetts, és New York találkozik (é. sz. 42° 03′, ny. h. 73° 29′42.050000°N 73.483333°W).
Keleti partjai a Costal Lowland része, amely sík és az Atlanti-óceán mentén alacsonyan fekszik. Szélessége 9,5 és 25,5 km között váltakozik. A partnak ezen a részén több fontos öböl is található, ilyenek pl.: New London, New Haven és Greenwich. Az állam északnyugati sarkában emelkedik a Bear Mountain, amely 709 méter magas, bazalthegység. Saisbury városnál fekszik, s a legmagasabb pontja Connecticut államnak. Egyik csúcsa a Mount Frissell a tengerszint felett 725 méter magasan fekszik. Legnagyobb része természetvédelmi terület.
Az állam nyugati részén találhatók a dimbes-dombos hegyhátak, és az azt átszelő folyók a Western New England Upland-en. A terület lejt északnyugattól (430 m) délkeleti (304,8 m) irányba.
Az államot a Conneticut folyó szeli ketté, s a Long Island Sound-ba (Atlanti-óceán) ömlik.
A Connecticut Valley Lowland a folyó mentén fekszik.
A szűk folyóvölgy és az alacsony dombok alkotják Eastern New England Upland régióját, melyet sűrű erdő borít.
Az állam legalacsonyabb pontja Connecticut és Long Island Sound találkozásánál van.

### Éghajlat
Connecticut északnyugati részén az éghajlat nedves szárazföldi, míg délkeleten nedves óceáni klímája van, melyet az Atlanti-óceán határoz meg. A tél hideg, s az átlagos januári hőmérséklet délkeleten −1 °C, míg északnyugati részén −5 °C körül van.
Az egész állam évi átlagos csapadékmennyisége 64–254 cm. A tavaszi hőmérséklet változó lehet, gyakori esőzésekkel tarkítva. A nyár meleg és párás az egész állam területén. Az átlagos nyári nappali hőmérséklet New London-nál 27 °C, Windsor Locks-nál pedig 31 °C. Az őszi hónapok enyhék, s októberben, novemberben a fák lombja sárga-piros színűre változik.
A hurrikánszezonban a ciklonok hatása esetenként érzékelhető. A záporok, zivatarok gyakoriak a nyári hónapokban, amelyek megközelítőleg 30-szor fordulnak elő évente. A hurrikán hatására előfordulhat viharos időjárás, villámlások kíséretében, de a tornádó nagyon ritka.

### Nemzeti parkok
- Appalachian National Scenic Trail (Maine-től Georgiáig)
- Quinebaug & Shetucket Rivers Valley National Heritage Corridor (Putnam, CT National Heritage Corridor)
- Weir Farm National Historic Site (Ridgefield & Wilton, CT)[6]

## Történet

### Őslakosság
Connecticut területén több mint 10 ezeréves emberi nyomokra bukkantak. Ezt az időszakot, amikor még az őslakók birtokolták ezt a földet, négy történelmi korszakra osztják: a Paleo-indián időszkra, az archaikus korszakra, a woodland korszakra és a történelmi időszakra.
A paleo-indiánok a jégkorszak után jelentek meg ezen a területen, miután ázsiai hordák átkeltek az alaszkai földnyelven és letelepedtek északkeleten. Nomád életmódot folytattak, s halászattal, vadászattal és gyűjtögetéssel foglalkoztak. Az év különböző szakaszában különböző táboraikba vándoroltak.
Az archaikus korszak kb. az i. e. 9000 és 3000 közötti évek közé tehető. Jelentős változások történtek környezetükben, s így életmódjukban is. Az idő melegebbé vált, így volt elegendő élelmiszer. Ők is nomád életformát folytattak, de sok bizonyíték van arra, hogy már ültettek magokat, diókat, gyökereket, bújtattak ágakat, őröltek, élelmiszert állítottak elő. Az archaikus kor emberei is vándoroltak az év különböző szakaszában más táborokba, de a táborhelyek nagyobbak. Temetkezési helyeiken néha tárgyakat helyeztek el.
A nagy változások a woodland korszakban következtek be, amely megközelítőleg i. e. 3000 és 400 közötti időszakra tehető. Falvakban éltek, csiszolt kő és csontszerszámaik voltak, kerámiát készítettek, kosarat fontak, növényeket ültettek, s ismerték az íjat és a nyilat. Sajnálatos módon Connecticut államban a woodland falvak a később kitisztított erdők helyén voltak, így nagyon kevés bizonyíték maradt ránk.

### Európaiak megjelenése
A 17. század elején először a holland hajósok jelentek meg, hogy felhajózzanak a Connecticut folyón. A gazdag termőföldről hamarosan tudomást szereztek a Manhattan Island-i, New York-i holland telepesek, valamint a puritánok és philgrinek, akik már letelepedtek Massachusetts partjainál. Eleinte hezitáltak egy állandó település létrehozásán, de végül 1633 októberében egy csoport telepes érkezett Plymouthból hogy egy kereskedőpontot létesítsen a Connecticut folyó torkolatánál. Azonban ezen a területen a hollandok már megépítették saját erődjüket a mai Hartford helyén, s barátságtalanul fogadták a közelgő angol hajót. A hollandok tüzet nyitottak, azonban angol telepesek folytatták útjukat, s északabbra, kb. 60–70 km-re a parttól, a mai Windsor környékén, építették meg a kereskedő házukat. Később a mai Wethersfield területén megépítették első állandó településüket.
A következő település építését 1635-ben kezdték meg a Dorchesterből érkező emberek, s a telephelyet Windsornak nevezték el. A következő évben Thomas Hooker érkezett ide egyházközösségével, s létrehozta Windsor és Wethersfield között Hartford települést.

### Indián háború
1637-ben kitört a pequot háború. A pequot háború gyökerei az 1635. előtti időkre nyúltak vissza, a pequot-holland konfliktusra. A probléma megoldása után a pequot indiánok barátságosan viselkedtek a fehér telepesekkel. 1636-ban a Block Island-i indiánok megölték John Oldham-t, aki menedéket adott a pequot indiánoknak. 1637. május 1-jén a bírósági épületben tartott gyűlésen háborút jelentettek be a pequot indiánok ellen. 90 katonát hívtak össze több településről John Mason parancsnoksága alatt. John Mason segítséget kapott a narragansett indiánoktól a pequot indiánok ellen. Lerombolták a pequot indián tábort, s sokukat legyilkolták.

### Közös érdekek szem előtt tartása
Hamarosan a fiatalabb John Winthrop erődöt épített a parton Saybrook-nál közel a Connecticut-folyó torkolatához. Ezután újabb telepek alakultak, nyugaton Saybrook, majd Milford, s nem messze innen Guilford, Fairfiled, Stratford és 1960-ban Norwick.
A telepek négy földrajzi csomóba tömörültek: Plymouth, Massachussetts, Conneticut és New haven.
A helyzet konszolidálására 1639-ben George Fenwick megérkezett Angliából, s átvette a Saybrook gyarmat irányítását. 1639 és 1644 között találkozott Roger Ludlow-val, Thomas Hookerrel, és Thomas Wells-szel, hogy javaslatot tegyen Saybrook és River Colony egyesítésére. 1644 áprilisában Fenwick ezredest választották meg Connecticut magisztrátusnak a közös érdekek összehangolására, s Saybrook egyesült River Colony-val.

### Királyi okirat
1662-ben királyi okiratot bocsátottak ki, melyben tisztán meghatározták a gyarmat nevét, kormányzóját, annak helyettesét, s a határait. Az okirat minden szabad embernek szabadságot biztosított. Megalapították a bíróságot. Ennek fejében az angol korona az arany- és az ezüstbányák termelésének 1/5-ére igényt tartott. Később azonban kiderült, hogy Connecticutban sem arany- sem ezüstlelőhelyek nincsenek.
1664-ben Connecticut és New-Haven egyesült, ami körülbelül megfelel a mai Connecticut területének. A földeket a városok alapítására többnyire az indiánoktól vásárolták.

### Andros korszak
1686 júniusában II. Jakab angol király Edmund Andros kormányzót bízta meg a Connecticut, Massachusetts, Rhode Island és New Hampshire korábbi alkotmányainak összegyűjtésével. Így történt, hogy az 1687. októberi connecticuti tárgyaláson a korábbi alkotmány eltűnt. Ez az eset adta Connecticut becenevét „The Constitutional State”, az alkotmányos állam.

### Területi viták

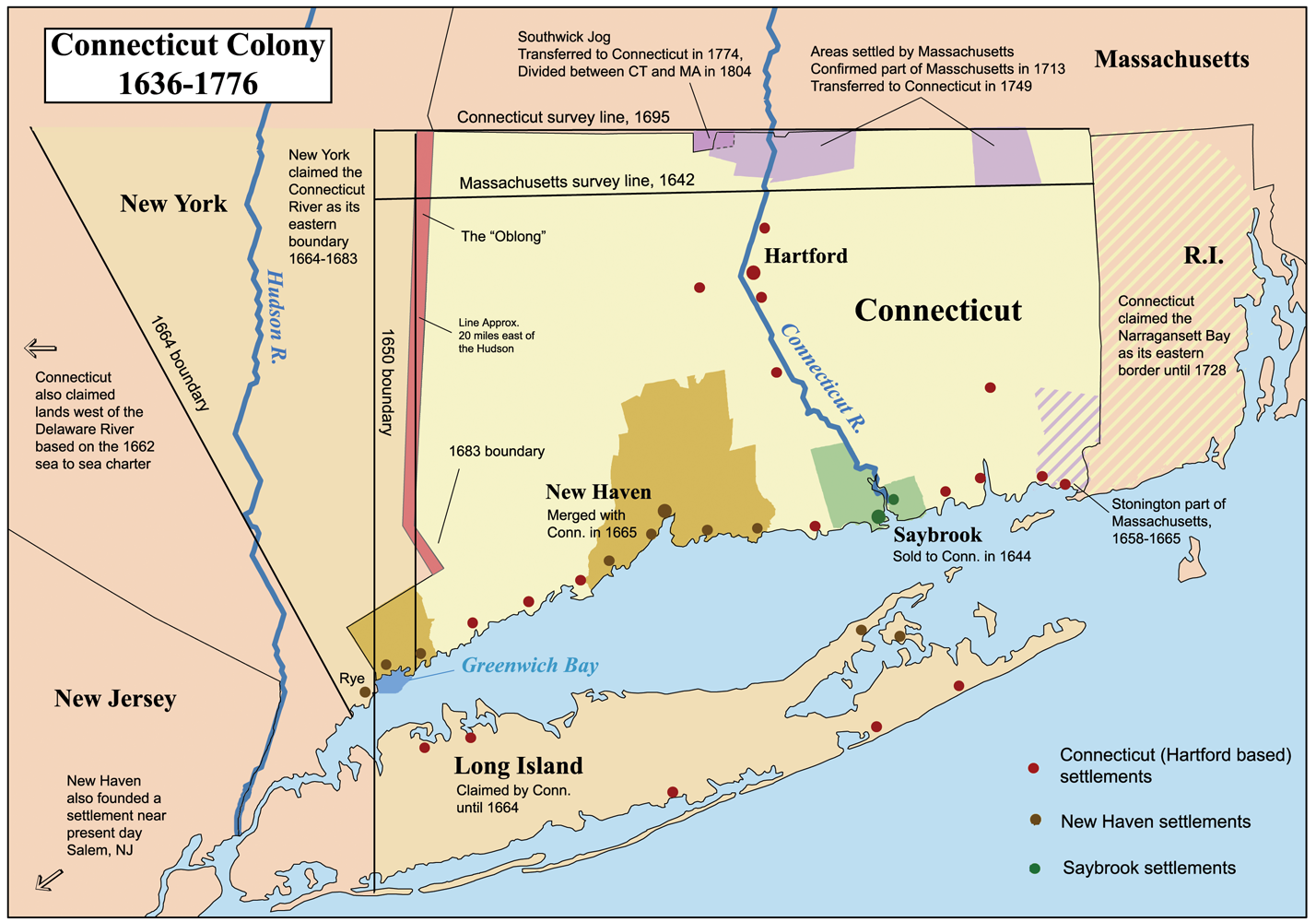
Connecticut gyarmat határai
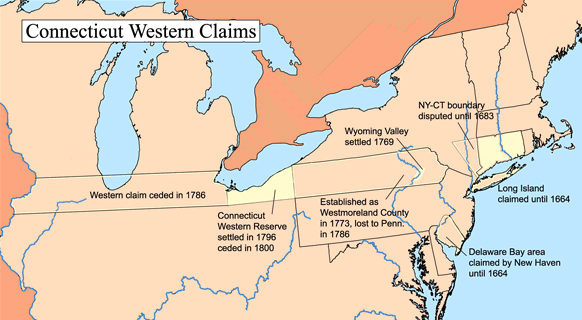
Connecticut nyugati terület igényei

## Népesség

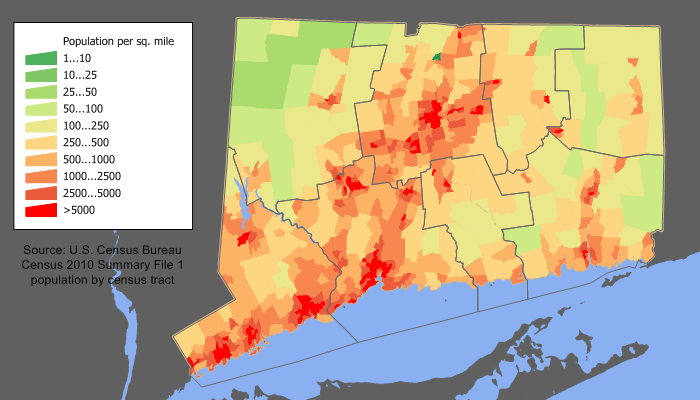
Connecticut népsűrűségi térképe

A 2010. év népszámlálás alapján Connecticut lakosainak száma 3 574 097 fő volt, s 2010-hez viszonyítva 4,9% növekedést jelent.
1790-ben a lakosság 97%-a vidéken élt. Az első cenzus (népszámlálás) felméréskor 1890-ben az államnak fele annyi lakosa volt, mint ma. A 2000. évi U.S. Census becslései szerint a teljes lakosság mintegy 88%-a már városi lakos volt. Az állam nyugati és déli része a legsűrűbben lakott terült, jellegében gyakran New Yorkkal társítják, míg Connecticut keleti területe Boston kulturális hatósugarába tartozik.
A lakosság Cheshire város környékén centralizálódik.

### Rassz szerinti megoszlás
- Fehér (2006) 84,6%
- Afroamerikai (2006) 10,2%
- Amerikai indián, alaszkai őslakók (2006) 0,4%
- Ázsiai (2006) 3,4%
- Őslakó hawaii vagy más Csendes-óceáni szigetlakók (2006) 0,1%
- Kevert kettő vagy több rassz (2006) 1,4%
- Hispániai vagy latin (2006) 11,2%
- Fehér nem hispániai (2006) 74,8%[15]

### Vallás
A 2001. évi felmérések szerint a lakosság vallás szerinti megoszlása a következő:
- Római katolikus – 32%
- Baptista – 10%
- Episzkopális – 6%
- Metodista – 4%
- Lutheránus – 4%
- Kongragacionalista/United Church of Christ – 2%
- Presbiteriánus – 1%
- Pünkösdi – 1%
- Más protestáns vallás – 4%
- Latter-Day Saint – 2%
- Church of Christ – 2%
- Assembly of God – 1%
- Non-denominational – 1%
- Más keresztény – 7%
- Zsidó – 1%
- Muszlim – 1%
- Más vallások – 4%
- Nem vallásos – 12%
- Nem válaszolt – 6%

A zsidó lakosság nagy része Long Island Sound környékén, Greenwich és New Haven között él, valamint Greater New Haven és Greater Hartford nyugati felében.
A jelenlegi emigránsok saját bevallásuk szerint nem keresztény vallásúak, de számuk így is alacsony.
Az állam legnagyobb protestáns temploma a First Cathedral Bloomfield városában van (Hartford megye).

## Közigazgatás

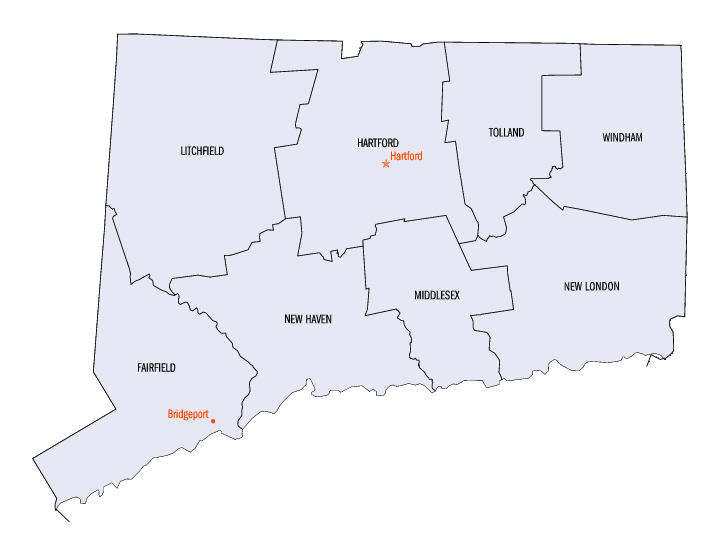
Connecticut megyéi

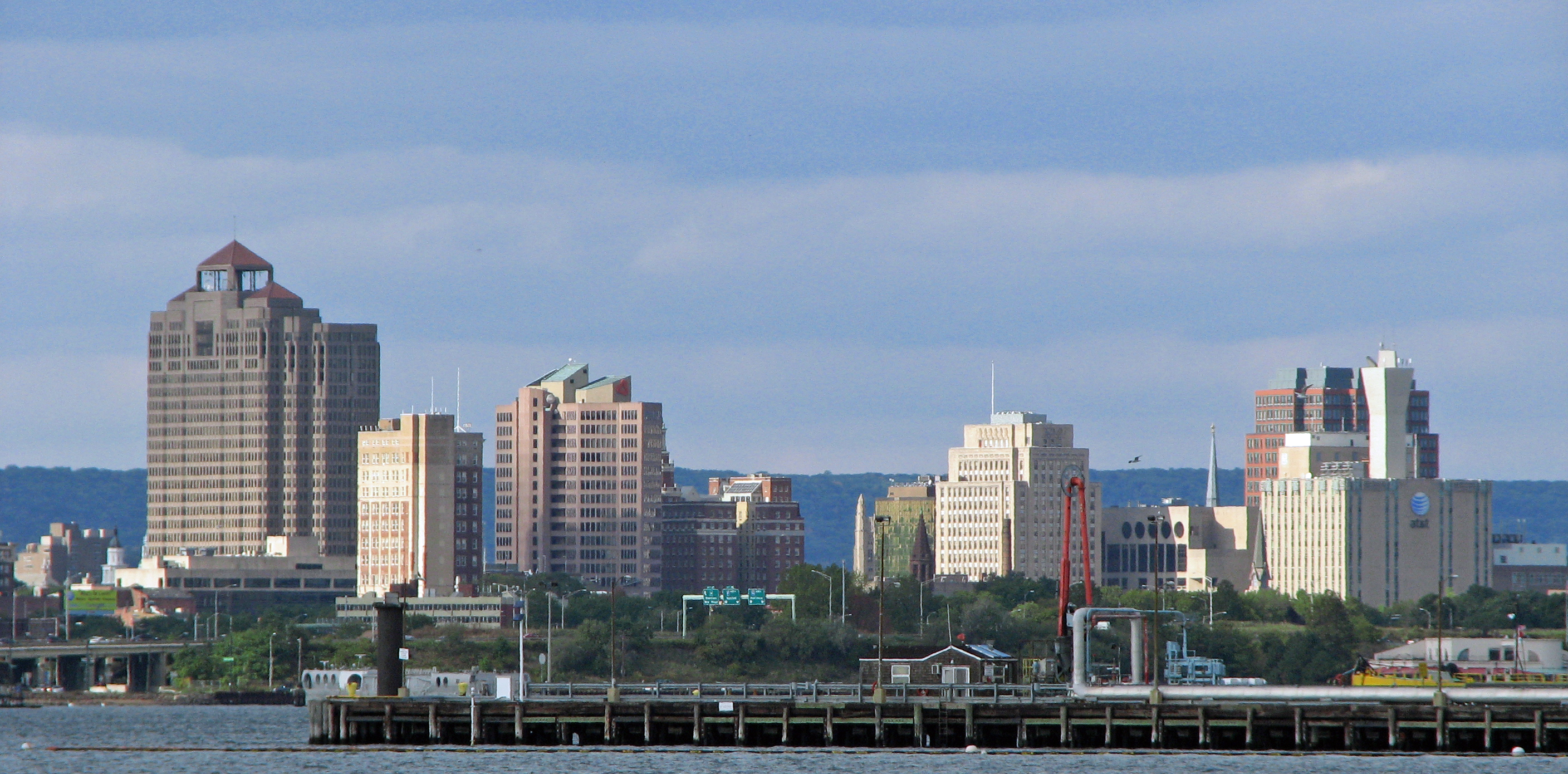
New Haven

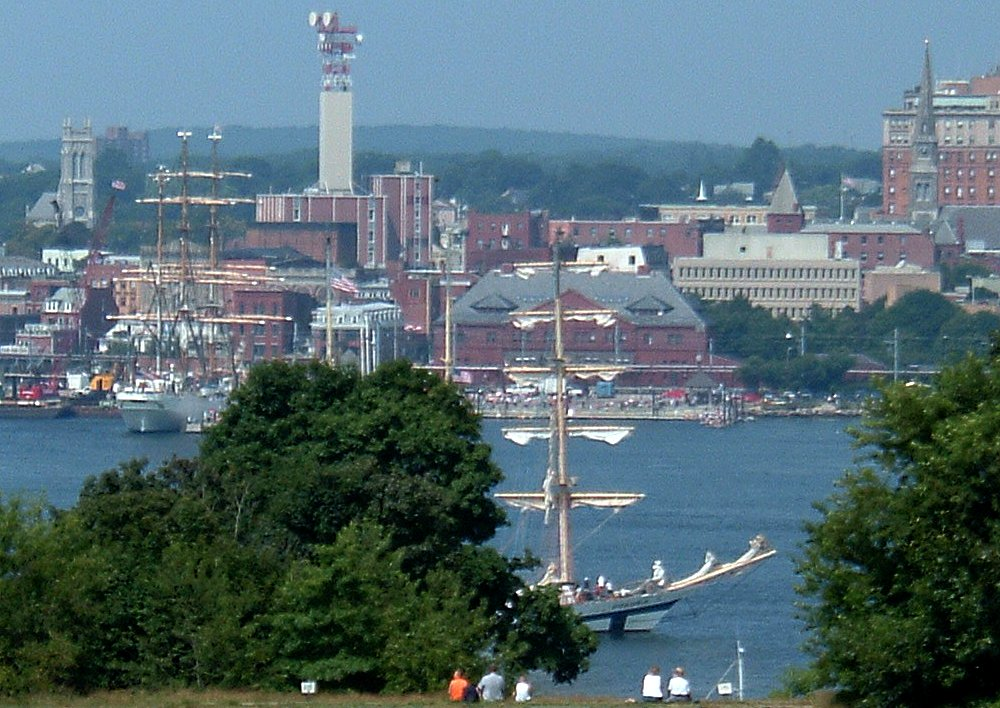
New London

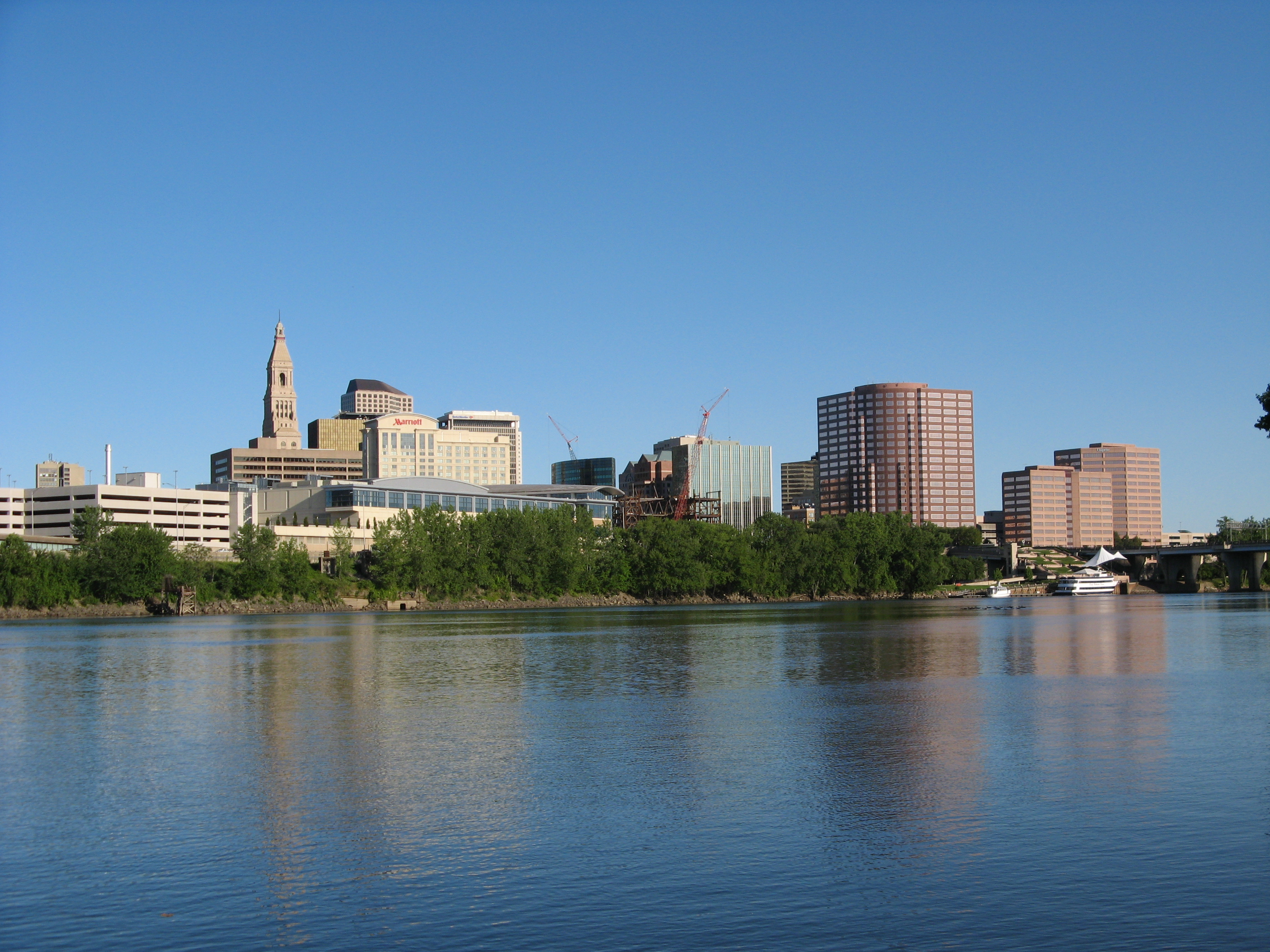
Hartford

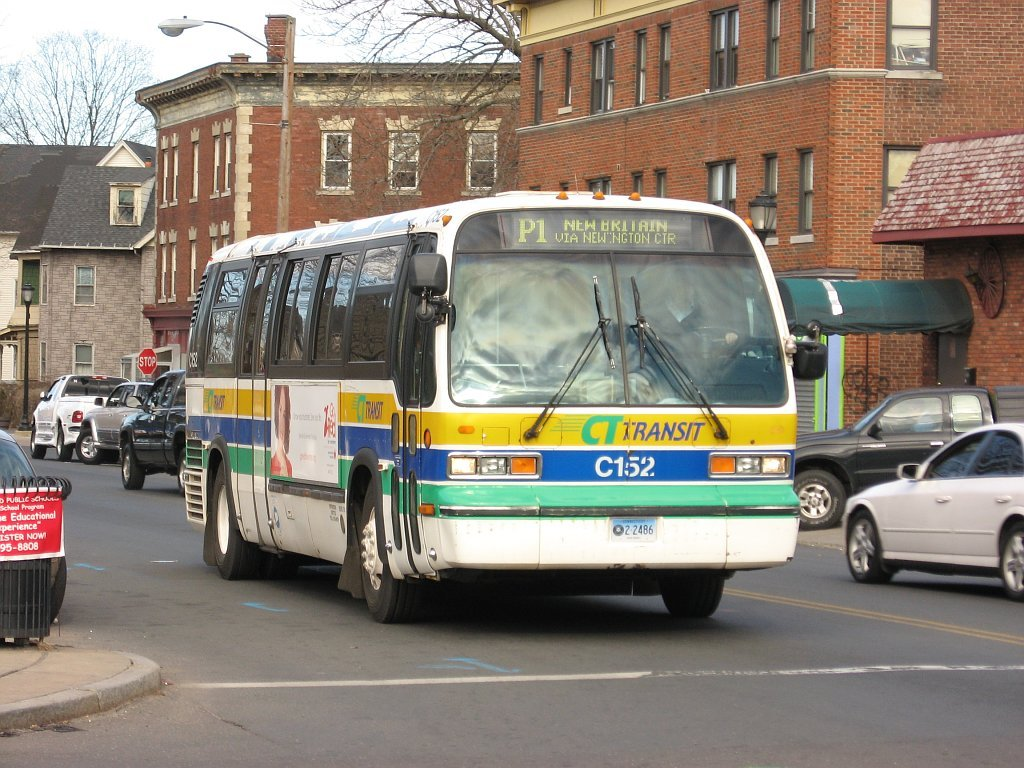
New Brittain

Connecticut államnak összesen 8 megyéje van.
Az állam fővárosa Hartford. Más nagyobb városai New Haven, New London, New Britain, Norwich, Milford, Norwalk, Stamford, Waterbury, Danbury és Bridgeport. Az államnak 169 városa van.
- Fairfield megye városai: Berkshire, Bethel, Branchville, Bridgeport, Brookfield, Byram, Cos Cob, Cranbury, Danbury, Darien, Easton, Fairfield, Georgetown, Glenville, Greenfield Hill, Greenwich, Hawleyville, Huntington, Long Hill, Lyons Plain, Mill Plain, Monroe, New Canaan, New Fairfield, Newtown, Nichols, Noroton, Noroton Heights, Norwalk, Redding, Redding Ridge, Ridgefield, Riverside, Round Hill, Sandy Hook, Saugatuck, Shelton, Sherman, Southport, Stafford, Stamford, Stepney, Stratford, Trumbull, Weston, Westport, Wilton, Winnipauk
- Hartford megye városai: Avon, Berlin, Bloomfield, Bristol, Burlington, Canton, East Granby, East Hartford, East Windsor, Enfield, Farmington, Glastonbury, Granby, Hartford, Hartland, Manchester, Marlborough, New Britain, Newington, Plainville, Rocky Hill, Simsbury, Southington, South Windsor, Suffield, West Hartford, Wethersfield, Windsor, Windsor Locks
- Litchfield megye városai: Bakersville, Bantam, Barkhamsted, Bethlehem, Bridgewater, Canaan, Colebrook, Cornwall, East Canaan, East Morris, Falls Village, Gaylordsville, Goshen, Harwinton, Kent, Lakeville, Litchfield, Milton, Morris, New Hartford, New Milford, Norfolk, North Woodbury, Northfield, Northville, Oakville, Pequabuck, Plymouth, Roxbury, Sharon, Terryville, Thomaston, Torrington, Warren, Washington, Watertown, Willington, Winchester, Winsted, Woodbury
- Middlesex megye városai: Centerbrook, Chester, Clinton, Cobalt, Cromwell, Deep River, Durham, East Haddam, East Hampton, Essex, Fenwick, Haddam, Higganum, Ivoryton, Killingworth, Lake Pocotopaug, Middlefield, Middlesex, Middletown, Moodus, Old Saybrook, Portland, Rockfall, Saybrook Point, Westbrook, Westfield, Winthrop
- New Haven megye városai: Ansonia, Beacon Falls, Bethany, Branford, Cheshire, Derby, East Haven, Guilford, Hamden, Madison, Meriden, Middlebury, Milford, Naugatuck, New Haven, North Branford, North Haven, Orange, Oxford, Prospect, Seymour, Southbury, Wallingford, Waterbury, West Haven, Wolcott, Woodbridge
- New London megye városai: Baltic, Bozrah, Colchester, East Lyme, Franklin, Gales Ferry, Griswold, Groton, Jewett City, Lebanon, Ledyard, Lisbon, Lyme, Montville, Mystic, New London, Niantic, North Stonington, Norwich, Old Lyme, Preston, Salem, Sprague, Stonington, Taftville, Uncasville, Voluntown, Waterford, Yantic
- Tolland megye városai: Amston, Andover, Bolton, Columbia, Coventry, Crystal Lake, Ellington, Hebron, Mansfield, Rockville, Somers, Somersville, South Coventry, Stafford, Stafford Springs, Storrs, Talcottville, Tariffville, Tolland, Union, Vernon, Vernon Center, Willington
- Windham megye városai: Abington, Ashford, Ballouville, Brooklyn, Canterbury, Chaplin, Danielson, Dayville, East Brooklyn, East Killingly, East Putnam, Eastford, Fabyan, Grosvenor Dale, Hampton, Killingly, Moosup, North Grosvenor Dale, Oneco, Plainfield, Pomfret, Putnam, Putnam Heights, Quinebaug, Rogers, Scotland, South Killingly, South Windham, South Woodstock, Staffordville, Sterling, Thompson, Wauregan, Willimantic, Windham, Woodstock[17]

## Gazdaság
Connecticut gazdagsága többnyire iparából származik. Korai időkben a manufaktúrák textíliákat, ezüst evőeszközöket, varrógépeket, órákat és karórákat állítottak elő.
A mai ipar a repülőgépmotor és -alkatrész gyártásáról, elektronika és elektromos gépek, számítógépek és helikopterek készítéséről ismert. Emellett a fegyveres erők számára is előállít lőfegyvereket, lőszereket. A fegyverkészítés múltja az amerikai szabadságharcra nyúlik vissza. Groton a központja a tengeralattjárók építésének.
A mezőgazdaság csak egy kis részét teszi ki az állami bevételnek. Ezek tejtermékek, tojás, zöldségfélék, dohány, gombák és különböző almafajták. A széleslevelű dohányuk alkalmas szivarok burkolására, amellyel 1830 óta foglalkoznak.
Sokfajta halat, kagylót, homárt és tengeri rákot fognak ki a Long Island Sound halászai, de a halászat nem számottevő, főleg a szennyeződések miatt.
Kő, homok, kavics sóder kitermelés is biztosít némi bevételt az államnak.
Hartford a világ egyik fontos ipari központja, ezért a különböző biztosítások nagy szerepet játszanak az állam bevételében. Pénzügyi szolgáltatások, ingatlanforgalom, szervizszolgálat sok munkát ad a helyi lakosoknak és jelentős bevételi forrás is. A Mashantucket Pequot rezervátum Foxwood játékkaszinója 1992-ben nyílt meg, amely az államban a legtöbb munkalehetőséget biztosítja a lakosság számára, s a Mohegan Sun kaszinó a látogatók ezreit vonzza.

## Nevezetességek
- Itt (New Havenben) található a Yale Egyetem.
- Connecticutban született George W. Bush, az Amerikai Egyesült Államok 43. elnöke.
- Gyakran kapcsolják össze az államot Mark Twain amerikai író nevével, aki egy ideig itt élt.
- Itt született Katharine Hepburn amerikai színésznő.